# エレーナ・スタソヴァ
エレーナ・ドミトリエヴナ・スタソヴァ（ロシア語: Еле́на Дми́триевна Ста́сова、1873年10月15日（ユリウス暦10月3日） - 1966年12月31日）は、ロシアの革命家、ソビエト連邦の政治家。

## 生涯

### 生い立ち
1873年10月15日、サンクトペテルブルクでの5人兄弟の末っ子として生まれる。 13歳まで家庭で教育を受け、私立タガンツェフ女子学校に入学した。 20歳の頃、リゴヴォにある夜間学校や日曜学校で教師となり後にレーニンの妻となるナデジダ・クルプスカヤなどの女性活動家と関わりを持つようになる。 1893年にロシア社会民主労働党が設立されると入党し、両親の家を利用して社会主義に関する違法な文献を保管するなどの貢献をした。

### 政治活動

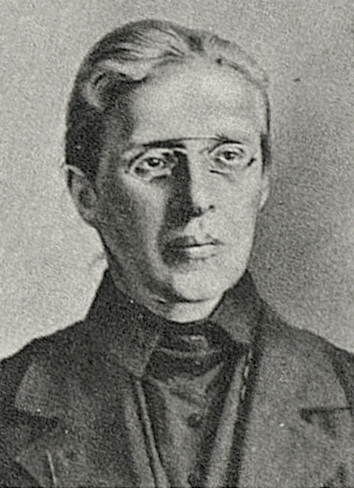
1906年のスタソヴァ

1903年にロシア社会民主労働党がボリシェヴィキとメンシェヴィキに分裂した際にはレーニンらと共にボリシェヴィキに参加した。サンクトペテルブルクで機関紙イスクラの編集に携わるが、1904年1月に逮捕される。その後、複数の都市を転々としながら技術的な専門家として偽造パスポートの作成、逃亡ルートの構築、軍にいる支持者との連絡、暗号に関する教育などを務める。同年春、 ボリシェヴィキ中央委員会北部局書記長に就任された。6月にはオデッサを拠点とする南部局の指揮を執るよう命じられるが逮捕されタガンカ刑務所に6か月間収監される。 12月に釈放され、サンクトペテルブルクの党委員会書記を務め、後に中央委員会書記となった。
1905年8月にジュネーヴに亡命し、レーニンがロシア第一革命のためロシアに滞在している間に国外のボリシェヴィキ組織を運営した。1906年1月にサンクトペテルブルクに戻り、その後フィンランドにて武器の密輸を支援した。同年7月に逮捕され、首都への居住を禁止される。1907年、グルジアの首都ティフリスに移住する。
1912年1月、党中央委員に選出されるが、同年5月に逮捕される。1913年5月、スレン・スパンダリャンらと共に裁判にかけられシベリアへの追放を宣告されるが1916年秋にサンクトペテルブルクへ戻る。1917年2月にも逮捕されるが、2月革命が勃発したため釈放される 。

### 2月革命後

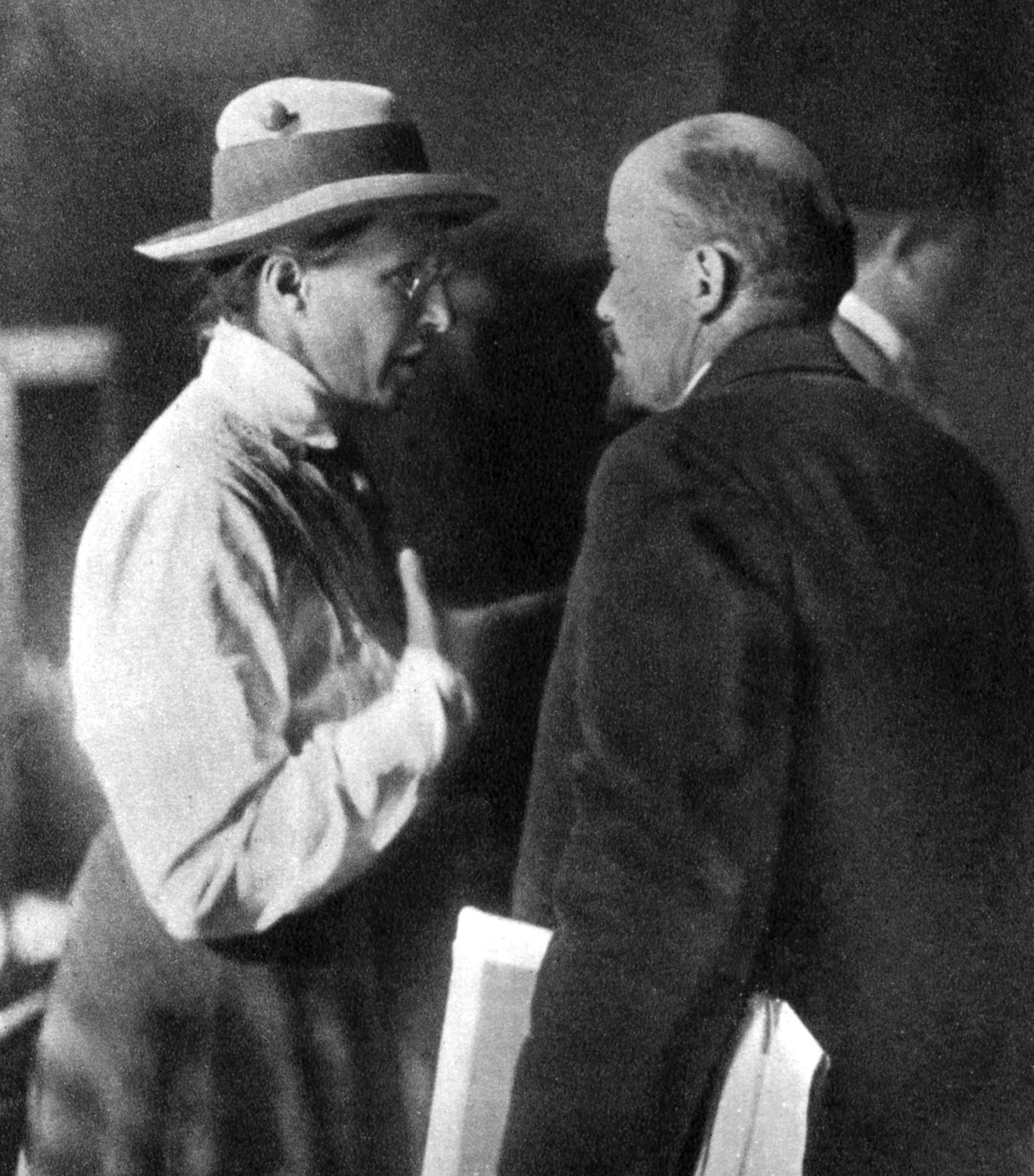
コミンテルン第2回大会でレーニンと議論するスタソヴァ(1920年撮影)

1917年には党中央委員会の責任書記となり、1920年3月まで務めた。また、1917年の党第6回大会では中央委員候補となる。1918年の第7回大会で正式に中央委員となり、同大会及び1919年の第8回大会では女性として唯一選出された委員であった。しかし、1920年の第9回大会で中央委員会と書記局の両方から除名される。
中央委員会から除名された後、ペトログラードの党組織で働き、そこから1921年3月にドイツ共産党のコミンテルン代表に任命された。1926年までヘルタという偽名でドイツに滞在し、国際赤色救援会のドイツ支部であるRote Hilteで指導的な役割を果たした
1926年にソ連に帰国し、1927年に国際赤色救援会の議長及びソビエト連邦における赤色救援会中央委員会の議長に就任した。
1930年から1934年までソビエト連邦共産党中央統制委員会の委員を務め、1935年には第7回コミンテルン世界大会で国際統制委員会の委員に任命され、1943年のコミンテルン廃止まで務めた。

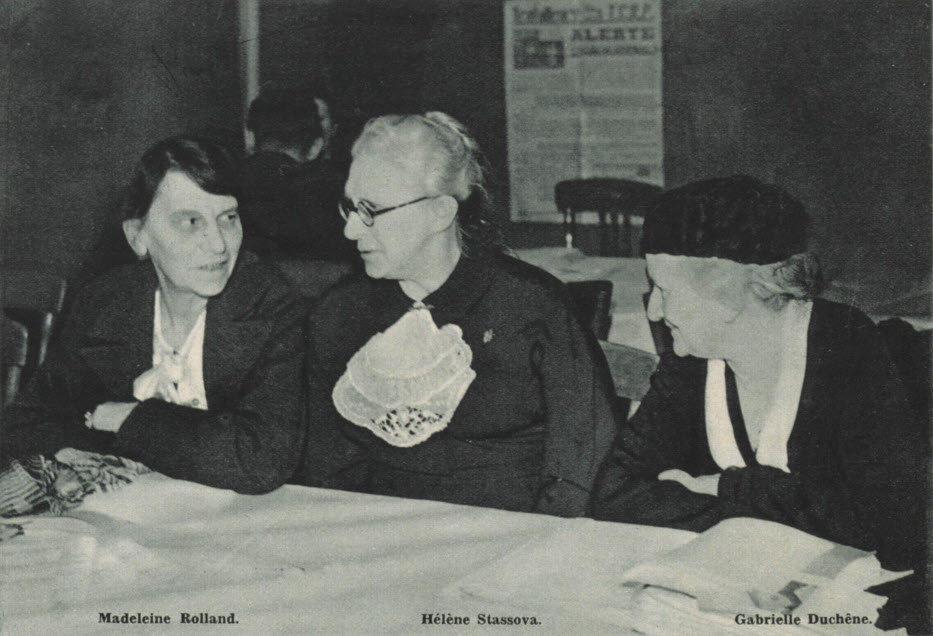
世界女性集会にて。左からマドレーヌ・ロラン 、スタソヴァ、ガブリエル・デュシェーヌ (1934年8月撮影)

他の多くのオールド・ボリシェヴィキとは異なり、スタソヴァは1930年代後半の大粛清の中でも逮捕されることはなかった。 しかし1937年12月、ヨシフ・スターリンはコミンテルン書記長のゲオルギ・ディミトロフに対してスタソヴァを「クズ」であり、「恐らく」逮捕されるであろうと告げた。11月16日、スタソヴァは国際赤色救援会議長の職を解かれた。1938年にはインターナショナル・リテラチャーの編集として再雇用され、1946年に引退するまで務めた。
1948年、スタソヴァは演説で「レーニンは全ての同志を平等に扱い、ブハーリンを『ブハルチク』と呼んだ」と発言したため厳重注意を受けた。10年前、ブハーリンは裏切り者であることを告白していた。スタソヴァは後年「うっかり口を滑らせた」ものであり、自身の「重大な政治的失敗」であったと記している。

### 晩年
スターリンの死後、スタソヴァは1917年の革命時に中央委員会の委員であった最後のオールド・ボリシェヴィキとなった。引退後、公にはほとんど姿を現さなかったが、1961年の第22回ソビエト連邦共産党大会にてブハーリンの名誉回復を求める要求に署名した4人のオールド・ボリシェヴィキの1人となった。
ロシアのイヴァノヴォにある外国人のための寄宿学校「インタードーム」は1933年に国際赤色救援会によって設立され、スタソヴァに因んで名づけられた。
1966年12月31日にモスクワで死去した。93歳没。死後、クレムリンの壁墓所に埋葬された。

## 家族
- 祖父 - ヴァシーリー・スターソフ（英語版）(建築家)
- 伯父 - ウラディーミル・スターソフ(評論家)
- 叔母 - ナデジダ・スタソヴァ（英語版）(女性活動家)
- 父 - ドミトリー・スタソフ（英語版）(弁護士)
- 母 - ポリクセナ・ステパノヴナ・スタソヴァ
- 姉 - ヴァルヴァラ・コマロヴァ＝スタソヴァ（英語版）(作家)

## 著作
- MOPR's Banners Abroad: Report to the Third MOPR Congress of the Soviet Union. Moscow: Executive Committee of International Red Aid, 1931. (By-line given as "H. Stassova" on cover.)

## 栄典
- 社会主義労働英雄 (1960年)
- レーニン勲章 (1933年、1953年、1956年、1960年、1963年)